# 24837 Mšecké Žehrovice
(24837) Mšecké Žehrovice, denumire internațională (24837) Msecke Zehrovice, este un asteroid din centura principală de asteroizi.

## Descriere
24837 Mšecké Žehrovice este un asteroid din centura principală de asteroizi. A fost descoperit pe 22 octombrie 1995 la Observatorul Kleť de Miloš Tichý. Asteroidul prezintă o orbită caracterizată de o semiaxă mare de 2,36 ua, o excentricitate de 0,23 și o înclinație de 4,6° în raport cu ecliptica.